# Puiu Călinescu
Puiu Călinescu (născut Alexandru Călinescu; n. 21 iunie 1920, București, România – d. 16 mai 1997, București, România) a fost un actor de comedie român, celebru datorită grimaselor sale.

## Copilăria
Alexandru Călinescu s-a născut în București, în cartierul Grivița și a fost fiul Fotinei Călinescu din București și al actorului Jean Tomescu din Craiova. A fost crescut de mama lui, care lucra la o fabrică de țigarete. La vârsta de 6 ani, după moartea mamei (23 de ani), a fost luat și crescut de bunica din partea mamei. La școală a repetat un an de studiu. Conform unei remarci a actorului însuși în 1996 într-o emisiune TV a Eugeniei Vodă, în timpul adolescenței s-a văzut nevoit să-și găsească un loc de muncă, fiind constrâns de unchiul său, în casa căruia locuia.
Puiu Călinescu și-a început cariera jucând în „revistele” de cinematograf ce prefațau cândva în sălile de cinema proiecția unui film. Din 1948 a intrat în trupa Teatrului de comedie „Constantin Tănase”, care l-a consacrat și în care a lucrat până la sfârșitul vieții. Și-a scris singur partiturile comice pentru spectacole, cu titluri precum „Un băiat de zahăr ars”, „Trăsnitul meu drag”, „Idolul femeilor” etc. Talentul său a fost comparat cu cel al actorului francez Louis de Funès.
A rămas celebru datorită rolului Trandafir din serialul Brigada Diverse (B.D.) unde a jucat alături de Dem Rădulescu, Jean Constantin, Toma Caragiu, Réka Nagy, Sebastian Papaiani, Ștefan Bănică.

## Spectacole one-man show
- Sonatul lunii
- Trăsnitul meu drag...
- Un băiat de zahăr... ars

- Frumosul din pădurea... zăpăcită
- Idolul femeilor
- Eu vă fac să râdeți!
- E nemaipomenit!
- Omul care aduce râsul
- Bărbatul fatal
- Superman
- O seară la Boema

## Piese și scenete
- Azilul MacFerlan
- Fără mănuși
- Și Ilie face sport
- Cer cuvântul!
- Un băiat iubește o fată
- Lupul moralist
- Ca la Revistă
- Pagini alese din Revista de altădată (asistent de regie + rol)
- Nicuță... la Tănase
- Femei... femei... femei...
- Restaurant de lux
- Uimitoarele aventuri ale lui Spirache
- Magazin de stat
- Bimbirică
- Nu servim în stare de ebrietate! (1991)
- În gară (1993)
- Inspecție (1993)
- Ora de gimnastică (1993)
- Bujor al 12-lea (1957-1960) – joacă rolul principal al revistei alături de Dan Demetrescu, Elena Burmaz, Al Giovani, Tomazian și fotbalistul Ozon.

## Filmografie
- Ilie în luna de miere (1954)
- ...Și Ilie face sport (1954)
- Șofer de mare viteză (1955)
- Directorul nostru (1955)
- O poveste obișnuită... o poveste ca în basme (1959)
- Băieții noștri (1960)
- O zi pierdută (1960)
- S-a furat o bombă (1962)
- Celebrul 702 (1962)
- Sub cupola albastră (1962)
- Vacanță la mare (1963) - pompier
- Un surîs în plină vară (1964)
- Politică cu... delicatese (sm, 1964)
- De-aș fi... Harap Alb (1965) - Gerilă
- Faust XX (1966)
- Împușcături pe portativ (1967)
- Corigența domnului profesor (1968)
- Balul de sîmbătă seara (1968)
- Vin cicliștii (1968)
- Brigada Diverse intră în acțiune (1970) - Trandafir
- Brigada Diverse în alertă! (1971) - Trandafir
- B.D. la munte și la mare (1971) - Trandafir
- Informații gară (1971)
- Frații Jderi (1974)
- Serenadă pentru etajul XII (1976)
- Nea Mărin miliardar (1979) - lt. Columbo
- Expresul de Buftea (1979) - călătorul fraudulos